# 파워로직스
파워로직스(POWERLOGICS)는 대한민국의 배터리·카메라 모듈 기업이다. 본사는 충청북도 청주시 흥덕구 옥산면 과학산업4로 163에 위치해 있으며 대표이사는 정동훈이다. 2차 전지 보호 회로 및 중대형 배터리 팩을 제조하는 에너지 솔루션(ES) 사업 부문과 정보 기술(IT) 모바일 및 전장용 카메라 모듈(CM) 제조 사업을 영위한다

## 역사
1997년 설립해 2003년 코스닥 시장에 상장했다

## 참고문헌
1. ↑  파워로직스, 작년 삼성폰 카메라 매출 2위...'춘추전국시대' 본격화, 디일렉, 2024.02.08
2. ↑  ‘흑자 전환 성공’ 파워로직스, 1년 최고치 경신, 조선비즈, 2023.08.14
3. ↑  파워로직스, 배터리 사업 본격화로 멀티플 상향 성공할까, 데일리인베스트, 2023.03.09
4. ↑  이새롬, 한국IR협의회 기업리서치센터 기업분석보고서-파워로직스, 2023.07.07